# Dumbría (kommunhuvudort)
Dumbría är en kommunhuvudort i Spanien.   Den ligger i provinsen Provincia da Coruña och regionen Galicien, i den nordvästra delen av landet, 500 km nordväst om huvudstaden Madrid. Dumbría ligger 200 meter över havet och antalet invånare är 4 062.
Terrängen runt Dumbría är kuperad söderut, men norrut är den platt. Runt Dumbría är det ganska glesbefolkat, med 29 invånare per kvadratkilometer. Närmaste större samhälle är Cee, 8,5 km sydväst om Dumbría. I omgivningarna runt Dumbría växer i huvudsak blandskog.